# Pachyphytum viride
Pachyphytum viride ist eine Pflanzenart aus der Gattung Pachyphytum in der Familie der Dickblattgewächse (Crassulaceae). as Artepitheton viride bedeutet „grün“, was den unbereiften Charakter verdeutlicht, der im Gegensatz zu den anderen Arten der Gattung steht.

## Beschreibung
Pachyphytum viride ist eine immergrüne, ausdauernde, sukkulente Pflanze und ist die größte Art der Gattung. Es bildet niederliegende oder hängende Triebe von etwa einem Meter Länge und 1,5 bis 3,5 cm Durchmesser. Die in lockeren Rosetten am Triebende stehenden, länglich und stielrunden Blätter sind nicht bereift und dunkelgrün bis violettlich rot. Sie werden bis zu 10 cm lang.
Die Blütenstandsschäfte werden in Blattachseln gebildet. Der Blütenstand besitzt fleischige Hochblätter und ist langgestreckt und bereift. Die radiärsymmetrischen, fünfzähligen Blüten sind innen rötlich.

## Systematik und Verbreitung
Das Pachyphytum viride ist im mexikanischen Bundesstaat Querétaro auf schattigen Felsklippen in Höhenlagen von 1820 bis 2180 Metern verbreitet.
Pachyphytum viride tauchte in Kultur erstmals in einer Gärtnerei in Cadereyta, Mexiko, auf. Die Erstbeschreibung von Edward Eric Walther wurde 1937 veröffentlicht.